# Christopher A. Pissarides
Sir Christopher Antoniou Pissarides (Nicosia, 20 de febrer de 1948) és un economista especialitzat en la macroeconomia del mercat de treball, canvi estructural i creixement econòmic. És conegut pel seu treball pioner en la "teoria de la cerca" aplicada al mercat de treball. Li fou atorgat el Premi del Banc de Suècia de Ciències Econòmiques el 2010, juntament amb Peter A. Diamond i Dale T. Mortensen, "per les seves anàlisis dels mercats amb friccions de cerca"'.

## Biografia
Nasqué a Nicosia, el 20 de febrer de 1948. Es graduà en economia per la University of Essex el 1970 i es doctorà en economia el 1973 per la London School of Economics. El febrer 1974 començà a treballar en el departament de recerca econòmica del Banc Central de Xipre. El juliol d'aquell any els militars grecs enderrocaren el govern xipriota i els militars turcs invadiren i dividiren l'illa. Aquests fets empenyeren Pissarides a buscar feina a Anglaterra, on començà a treballar de professor a la University of Southampton. Romangé en aquesta universitat dos anys i, des de 1976, és professor de la London School of Economics.
Ha estat president de la European Economic Association i és Research Fellow del Centre for Economic Policy Research i del Institute for the Study of Labor (IZA). És Board Chairman de Economica, membre del consell editorial de AEJ Macroeconomics, de la Review of Middle East Economics and Finance, de Labour i de 1983 a 1992 de la Review of Economic Studies. Ha estat editor associat del Economic Journal.

## Contribució a la recerca econòmica
Pissarides ha introduït les friccions de cerca als models macroeconòmics dels mercat de treball. La idea en què es basen els seus models és que l'atur no només existeix quan la demanda de treball és insuficient. El fet que simultàniament s'estiguin creant i destruint llocs de treball fa que els treballadors hagin d'estar un cert període a l'atur quan perden el seu lloc de treball. A més, cada treballador té característiques diferents, així com cada feina té requisits diferents. Per tant, els treballadors necessiten un cert temps fins a trobar la feina adequada, encara que hi hagi llocs de treball disponibles en el moment de perdre la feina. Aquests impediments perquè el treballador pugui trobar feina immediatament s'anomenen friccions de cerca. Les aportacions de Pissarides en aquest camp, així com les de Mortensen i Diamond, contribuïren al desenvolupament de la teoria de la cerca, i a l'establiment d'un model, conegut com a “model DMP”, que s'utilitza actualment per a l'anàlisi del mercat de treball. En el seu article més conegut, Job creation and job destruction in the theory of unemployment, realitzat conjuntament amb Mortensen, utilitza aquest model per analitzar l'evolució dels fluxos d'entrada i sortida de l'atur durant el cicle econòmic.

## Premis i reconeixements
Ha estat elegit Fellow of the Econometric Society el 1997, Fellow of The British Academy el 2002, Fellow of the European Economic Association el 2005, Fellow of the Society of Labor Economists el 2008, Fellow of Academia Europaea el 2011 i Fellow of the Academy of Athens el 2011.
Fou guardonat amb el IZA Labor Economics Prize el 2005, el Premi del Banc de Suècia de Ciències Econòmiques el 2010, la Gran Creu de la República de Xipre el 2011.

## Publicacions destacades
- Pissarides, Christopher «Short-run equilibrium dynamics of unemployment vacancies, and real wages» (en anglès). American Economic Review, 75, 4, 1985, pàg. 676-690.
- Mortensen, Dale; Pissarides, Christopher «Job creation and job destruction in the theory of unemployment» (en anglès). The review of economic studies, 61, 3, 1994, pàg. 397-415.
- Mortensen, Dale; Pissarides, Christopher «New developments in models of search» (en anglès). Handbook of labor economics, 3, 1999, pàg. 2567-2627.
- Pissarides, Christopher. Equilibrium Unemployment Theory (en anglès).  MIT Press, 2000.
- Petrongolo, Barbara; Pissarides, Christopher «Looking into the black box: a survey of the matching function» (en anglès). Journal of Economic literature, 39, 2, 2001, pàg. 390-431.